# Roman Zobnin
Roman Sergejevitj Zobnin (ryska: Роман Сергеевич Зобнин), född 11 februari 1994 i Irkutsk, är en rysk fotbollsspelare som spelar för Spartak Moskva. Han har även representerat Rysslands fotbollslandslag.